# 布里恩·貝萬
布里恩·貝萬（英語：Brinn Bevan；1997年6月16日—）是一位英國體操運動員。2015年，他幫助英國獲得了世界體操錦標賽男子團體的銀牌。他也代表英國參加了2016年夏季奧林匹克運動會。